# Symptoms
Symptoms —en español: Síntomas— es el tercer álbum de estudio de la cantante y actriz estadounidense Ashley Tisdale. El álbum se lanzó a través de Big Noise Music Group el 3 de mayo de 2019. Symptoms sigue al segundo álbum de estudio de Tisdale, Guilty Pleasure (2009), que marca 10 años desde su anterior lanzamiento. Tisdale reclutó a John Feldmann para la producción del álbum y colaboró con compositores como Rachel West, Scot Stewart y Dylan McLean para la mayor parte del contenido del álbum. Un álbum de pop y electropop, Symptoms narra la batalla silenciosa de Tisdale con la depresión y la ansiedad, al tiempo que emplea letras implícitas para dar a las canciones varios significados.
Symptoms recibió críticas positivas de los críticos de música, muchos de los cuales calificaron el álbum de "personal", además de alabar la vulnerabilidad y la madurez del álbum. Comercialmente, el álbum alcanzó el número 22 en la lista de álbumes Independientes de EE. UU., Mientras ingresaba listas de descargas seleccionadas en Europa. Fue precedido por el lanzamiento de dos singles: "Voices in My Head", que se lanzó en el otoño de 2018, seguido de "Love Me & Let Me Go" en enero de 2019.

## Antecedentes
Tisdale lanzó su segundo álbum de estudio Guilty Pleasure a través de Warner Bros. Records. Descrito por Tisdale como un álbum "rocker and edgier", generó revisiones mixtas, con una calificación del 54% en Metacritic. Debutó en el número 12 en   Billboard  200, vendiendo 25,000 copias en la primera semana; esto fue significativamente más bajo que las ventas de la primera semana de su álbum anterior   Headstrong  (2007). La promoción para el álbum terminó a fines de ese año, luego del lanzamiento del segundo sencillo del álbum "Crank It Up", y para comenzar a centrarse en su carrera como actriz y productora, Tisdale decidió terminar su contrato de grabación con Warner Bros. Records.
Mientras promocionaba la película Scary Movie 5 (2013), en la que protagonizó, Tisdale dijo en una entrevista a MTV que se inspiró para crear música nuevamente y confirmó que desde 2012 Grabado para su tercer álbum de estudio. Esperaba "sorprender a la gente un poco, [con] algo diferente de lo que [ella] ha hecho antes". Tisdale se comprometió con el músico Christopher French en agosto de 2013 y comenzaron a trabajar juntos en la música de su tercer álbum de estudio. El 9 de diciembre de 2013, Tisdale anunció el lanzamiento de una canción titulada "You're Always Here", su primer lanzamiento en música desde 2009. Sin embargo, la canción no se promocionó a la radio y Tisdale finalmente se detuvo a trabajar en el álbum porque "no estaba emocionada por nada de lo que ella estaba haciendo" y comenzó a aventurarse en otras empresas como líneas de maquillaje y ropa.
En 2016, Tisdale relanzó su canal Youtube y comenzó a publicar versiones acústicas de canciones exitosas, colaborando con otros artistas como Vanessa Hudgens, Lea Michele, Sydney Sierota de Echosmith y su esposo Chris French. el éxito de la portada de Paramore "Still into You" con Chris French llevó a Tisdale a lanzarlo como single promocional en 2016. A principios de 2018, Tisdale lanzó un Extended Play titulado Music Sessions, vol. 1 que contiene algunas de las canciones que grabó originalmente para su canal de YouTube.

## Grabación
Aunque Tisdale había estado pensando en lanzar un nuevo álbum desde 2013, no estaba inspirada por el contenido del material en el que había estado trabajando. Más tarde, en 2018, discutió los problemas de salud mental que había tenido con su coescritora Rachel West, y juntas escribieron una canción titulada "Symptoms", lo que llevó a Tisdale a inspirarse para reanudar el trabajo en su tercer álbum de estudio.
Tisdale finalmente firmó con el recién lanzado sello Big Noise y, en julio de 2018, anunció que su tercer álbum de estudio se titularía "Síntomas", que luego se lanzaría en algún momento en el otoño de 2018.

## Concepto y contenido lírico
Tisdale había estado luchando silenciosamente contra la ansiedad y la depresión durante años, por lo que trabajar en el álbum fue terapéutico para ella. Quería que cada canción del álbum discutiera un síntoma de ansiedad y depresión de manera implícita, por lo que Las canciones también pueden tener otros significados. Ella elaboró describiendo la canción "Love Me & Let Me Go", que "tiene los matices de mí hablando de mi viaje con ansiedad y depresión, pero. .. podría ser sobre un novio, no tiene que ser sobre eso". Cuando se le pregunte por la revista Paper el 9 de noviembre En 2018, lo que la inspiró a grabar el álbum, Tisdale afirmó:

Cuando se trata de algo como la depresión, y alguien tenía que decir, "Oye, ¿quién tiene depresión aquí?" No suben muchas manos. Es porque hay un estigma en esa palabra. Soy un naturalista y tuve depresión, pero nunca tomé nada para eso, simplemente logré atravesarlo, pero creo que tenemos que dejar de poner estas palabras en nosotros. Tenemos que dejarlo ir y no darle tanto poder. Está bien simplemente estar bien, y saber que está bien que pueda tener depresión o que pueda pasar por períodos depresivos. Quiero que las personas se sientan como si no estuvieran solas. "Oh, Ashley también pasa por esto. No me siento tan sola en casa". No quería insistir en eso [con la música].
 Ashley Tisdale

## Promoción
El álbum fue respaldado por el primer sencillo, "Voices in My Head", lanzado el 8 de noviembre de 2018, y luego por un segundo sencillo, "Love Me & Let Me Go", lanzado el 25 de enero de 2019. El 11 de abril de 2019, Tisdale tuiteó el pre-pedido. Enlace para el álbum, que también reveló la lista de pistas. El 2 de mayo de 2019, Tisdale actuó en  The Late Late Show with James Corden  donde cantó el sencillo "Voices In My Head" para promocionar el álbum.
En entrevista para AOL tuvo la suerte de entrevistarla en primicia justo después de anunciar su álbum y Tisdale soltó algunos datos curiosos.. ¿A qué suena Symptoms? "Definitivamente es pop, pero tira más a pop-electro que pop/rock o pop. Todo el álbum es upbeat. Son pistas divertidas y sé que es el más auténtico que he hecho. En realidad, es lo más auténtico que he hecho en toda mi carrera. Es muy personal". Ashley explicó que ha estado luchado contra la ansiedad y la depresión a lo largo de su vida, y aborda esas dificultades en las letras de su nuevo material. 
"Fui muy específica con el sonido y con lo que significa, es optimista pero tiene a su vez un subtono oscuro. Creo que es algo que el mundo necesita en este momento. Sucedió y se unió tan rápido que creo que el universo simplemente lo hizo realidad." 
Tisdale anunció orgullosa que si alguien escucha Symptoms y eso hace que se sienta menos solo, se sentiría realizada en su trabajo como artista 
"Yo misma he pasado por lo mismo, obviamente es doloroso y duro, pero también es lo más hermoso." Confesó que durante su sesión de fotos para el álbum pensó "Recuerdo que en la primera foto me miraron de cierta manera, cuando la vi dije "Odio este lado de mi cara", me detuve por un momento y recordé que este álbum no debe mostrar tu lado hermoso. Sí, está basado en la ansiedad y depresión, no puedo decir que este sea un lado hermoso, pero soy yo, sigo siendo yo. Después de ver la foto pensé que esa imagen era realmente hermosa." 
AOL aprovechó y preguntó si tendríamos una gira mundial a lo que Ashley contestó feliz "Realmente lo espero! Definitivamente quieren que haga una gira. Quiero una gira. Va a ser una experiencia muy diferente. En el pasado no sabía quién era yo como artista y estoy muy orgullosa de todo esto, así que.. no puedo esperar para ir de gira!" Sin duda una faceta desconocida de Ashley que posiblemente le ayudará a hacerse un lugar de nuevo en el mundo de la música. Durante su entrevista con Billboard, "Estoy muy emocionada por este álbum, he estado entrando y saliendo del estudio durante los últimos cuatro años y asociarme con John Feldmann me ha permitido crear el álbum más auténtico hasta la fecha." "Co Escribí todas las canciones del álbum y es muy personal para mí. ¡Estoy deseando compartirlo con todos!" a lo que Feldmann añadió "Ha sido un placer absoluto trabajar con Ashley. Hemos colaborado con algunos escritores muy buenos y creo que estos nueve años de espera merecerán la pena!".

## Recepción crítica
Symptoms recibió críticas positivas de críticos de música. Monica Mercuri, que escribió para Forbes, llamó al álbum "sin disculpas personal e increíblemente bueno". Alani Vargas, escribiendo para Bustle, describió el álbum como "altamente personal". Ineye Komonibo, que escribe para Marie Claire, se refirió al disco como "cargado de emociones" y un "relato sincero y vulnerable de lo que se siente al pasar [ansiedad], y un recordatorio apasionado de que nunca estás solo". Komonibo también lo consideró el "lanzamiento más maduro y reflexivo hasta el momento" de Tisdale.

## Lista de canciones
Adaptado de iTunes.
| N.º   | Título                | Producer | Duración |  |
| 1.    | «Symptoms»            | Feldmann | 2:54     |  |
| 2.    | «Looking Glass»       | Feldmann | 2:37     |  |
| 3.    | «Love Me & Let Me Go» | Feldmann | 2:46     |  |
| 4.    | «Insomnia»            | Feldmann | 2:54     |  |
| 5.    | «Vibrations»          | Feldmann | 2:23     |  |
| 6.    | «Under Pressure»      | Feldmann | 2:33     |  |
| 7.    | «True Romance»        | Feldmann | 2:34     |  |
| 8.    | «Voices in My Head»   | Feldmann | 3:19     |  |
| 9.    | «Feeling So Good»     | Feldmann | 3:07     |  |
| 25:07 |                       |          |          |  |

## Posiciones
| Chart (2019)                                  | Peak position |
| --------------------------------------------- | ------------- |
| Francia (SNEP)                                | 53            |
| Alemania (GfK)                                | 45            |
| Reino Unido (OCC)                             | 52            |
| Estados Unidos (Independent Albums)           | 22            |
| Estados Unidos Top Current Albums (Billboard) | 96            |